# Ford Granada (Vereinigte Staaten)
Ford produzierte von 1974 bis 1982 in den USA das Mittelklassemodell Granada, das in zwei Generationen entstand und mit dem europäischen Granada nicht verwandt ist.

## Erste Generation (1974–1980)
In den 1960er-Jahren hatte Ford in der Kompaktklasse den Falcon angeboten, der eines der erfolgreichsten amerikanischen Autos seines Jahrzehnts war. Unterhalb des Falcon rangierte der 1969 eingeführte kompakte Maverick, über ihm der größere und schwerere Torino als Intermediate-Modell. 1971 begann Ford mit der Entwicklung des Granada. Er sollte einerseits der Nachfolger für den Maverick sein und außerdem die Rolle des zwischenzeitlich eingestellten Falcon ausfüllen. Weil angesichts der 1973 beginnenden Ölpreiskrise in den USA die Nachfrage nach kleinen, wirtschaftlichen Autos stark anstieg, behielt Ford den Maverick noch bis 1977 im Programm. Der Granada kam zum Modelljahr 1975 hinzu. Um ihn vom annähernd gleich großen Maverick abzugrenzen, positionierte Ford den Granada durch eine bessere Ausstattung in einem höheren Marktsegment.
Der Ford Granada hat eine selbsttragende Karosserie. Er verwendet die Bodengruppe des viertürigen Maverick, die ihrerseits eng mit der Technik des Ford Falcon verwandt ist. Die vorderen Räder sind einzeln aufgehängt; es kommen Querlenker mit Schraubenfedern zum Einsatz. Hinten ist eine Starrachse mit Blattfedern eingebaut. Die Karosserie des Granada ist ein eigenständiger Entwurf mit zeitgemäßen Linien. Ziel der Designer war es, eine europäisch anmutende Form zu entwerfen. Stilistisch orientiert sich der Granada an der zeitgenössischen S-Klasse von Mercedes-Benz, die in den USA sehr erfolgreich war. Das Design des Granada wurde in seiner sechsjährigen Produktionszeit nur geringfügig verändert. Nur einmal – zum Modelljahr 1978 – gab es eine neu gestaltete Frontmaske, bei der die Scheinwerfer über den Blinkern angeordnet wurden. Ford setzte im Granada weitestgehend bekannte Motoren ein, die in ihrer Grundkonstruktion teilweise veraltet waren. Basismotorisierungen waren in allen Modelljahren Reihensechszylindermotoren mit 3,3, 3,7 oder 4,1 Liter Hubraum; gegen Aufpreis waren verschiedene Achtzylinder-V-Motoren im Hubraumbereich von 4,2 bis 5,8 Liter erhältlich. Die Leistungsspanne reichte von 72 bis 152 SAE-PS. Die Basispreise für den Granada lagen zwischen denen für den kleineren Ford Maverick und denen für den größeren Torino bzw. LTD II. Die viertürige Granada-Limousine stand 1975 in der Basisversion mit 3.756 US-$ im Programm. Der viertürige Maverick war 700 US-$ günstiger, der viertürige Torino 200 US-$ teurer. Der amerikanische Granada war ein Erfolg. In sechs Jahren entstanden mehr als 1,7 Mio. Autos.
Von der ersten Granada-Reihe leitete Ford die Schwestermodelle Mercury Monarch und Lincoln Versailles ab.

## Zweite Generation (1980–1982)
Im Herbst 1980 wurde die zweite Generation des amerikanischen Granada eingeführt. Er war, um den Benzinverbrauch zu senken, gegenüber dem Vorgänger spürbar verkleinert worden und basierte jetzt auf dem nächstkleineren Modell, dem Fairmont. Er erhielt auch dessen Motoren: einen 2300 cm³ großen Vierzylinder (den „Pinto-Motor“, der in Europa auch im Taunus und in der europäischen Version des Granada Verwendung fand), dem altbekannten Sechszylinder (nun nur noch mit 3300 cm³) sowie einen V8-Motor, der auf 4200 cm³ verkleinert worden war. Erstmals gab es den Granada auch in einer Kombiversion.
In dieser Form traf der Granada allerdings nicht den Geschmack des Publikums. Die Verkaufszahlen fielen enttäuschend aus. Dabei mag eine Rolle gespielt haben, dass er dem billigeren Fairmont zu ähnlich war; außerdem bot General Motors ab Anfang 1982 mit dem Chevrolet Celebrity ein wesentlich moderneres Auto in dieser Größenklasse.
So wurde die zweite Generation des Granada nur zwei Jahre lang gebaut und Ende 1982 schon wieder abgelöst. Der Nachfolger wurde – verwirrenderweise – LTD genannt, bis dahin die Modellbezeichnung für ein großes amerikanisches Fordmodell. Das bisherige Modell mit diesem Namen erhielt die Bezeichnung LTD Crown Victoria.